# Масаи Мара
Масаи Мара је велики резерват природе у југозападној Кенији, провинција Раседна долина, дистрикт Нарок. Налази се уз саму границу са Танзанијом и представља наставак Националног парка Серенгети. Површина резервата Масаи Мара је 1530 км2 и заједно са Националним парком Серенгети чија је површина 25 000 км2 чини област Серенгети познату по изузетно богатом животињском свету. Резерват је добио име по реци Мара која протиче ту и по народу Масаи који је аутохтоно становништво у овој области. Вегетација у резервату је типа саване. У резервату је присутно свих пет врста које чине групу од пет великих (Big five) дивљих животиња које привлаче посебну пажњу за сафари: лав, леопард, слон, носорог и биво. Резерват је основан 1961. године. Представља значајан туристички и научно-истраживачки потенцијал. Позната је велика миграција зебри и гнуа која се дешава сваке године у периоду од јула до октобра.